# Pleuronectiformes
Poissons plats
Ordre
Les Pleuronectiformes (également appelés Heterosomata ce qui signifie « aux côtés dissemblables ») ou poissons plats, sont un ordre de poissons à nageoires rayonnées. Les plies, soles, flets, flétans, cardeaux, limandes, turbots, carlottins, barbues et cardines sont, sauf exceptions, des poissons de ce groupe.

## Description et caractéristiques

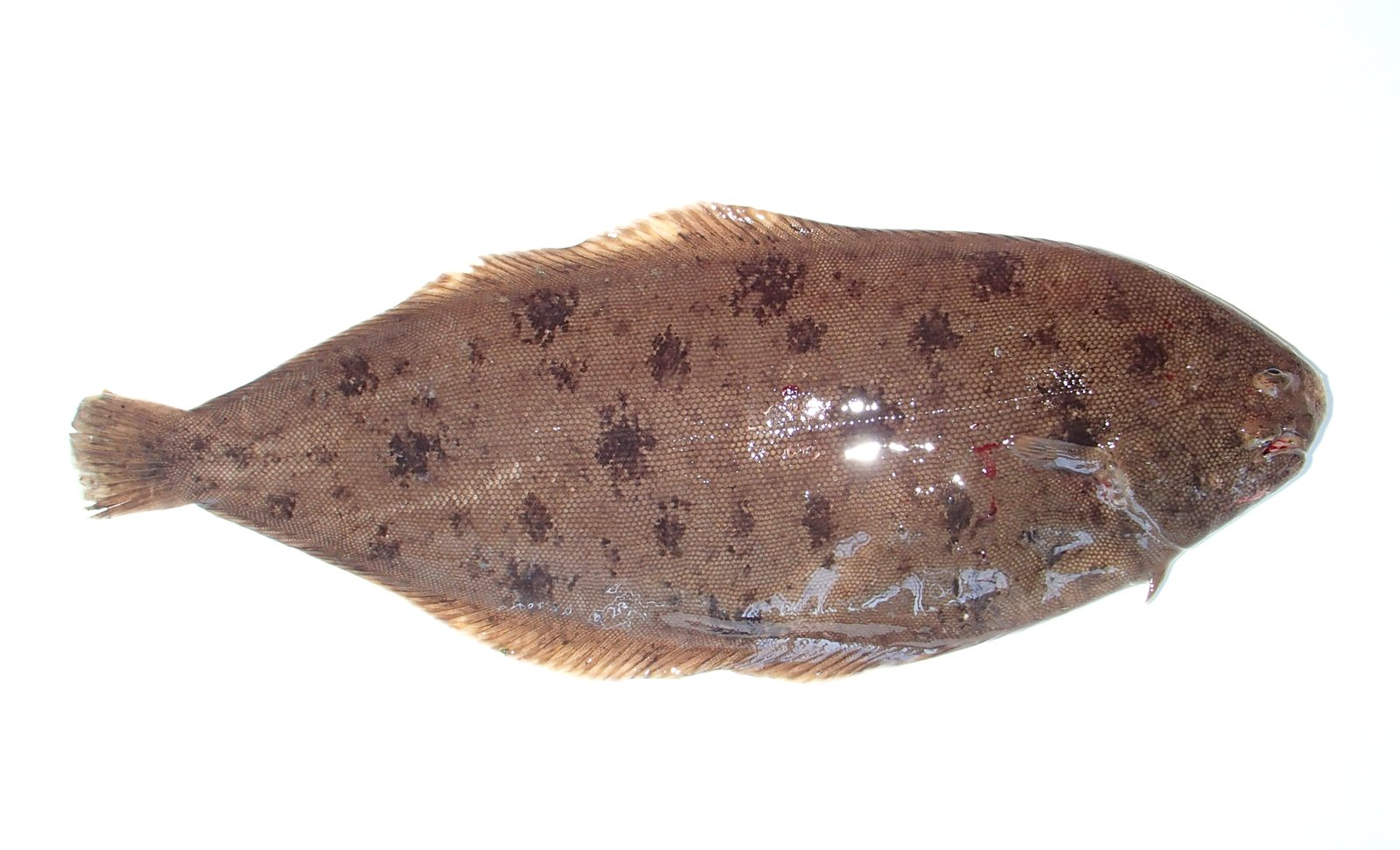
Sole commune (Solea solea), un représentant typique des Pleuronectiformes.

Le nom de cet ordre vient des mots grecs « pleura », côté, et « nektos », nageur : ce sont des poissons asymétriques qui nagent sur un de leurs flancs, autrement dit des poissons plats. Ils ont en conséquence les deux yeux du même côté du corps, bien que leurs larves présentent la même symétrie que les autres poissons.
Ce sont des poissons essentiellement marins et parfois estuariens ; on en trouve dans tous les principaux bassins océaniques du monde, y compris polaires, de la surface à plus de 1 000 m de profondeur. 
Ces poissons sont proches des Perciformes, mais leurs nageoires dorsales et anales sont continues et bien développées. Au stade de juvéniles, ils adoptent la nage d’un côté, entraînant une grande asymétrie physiologique fort adaptée pour les fonds marins. Ils deviennent sénestres ou dextres, selon le côté qui voit la lumière, côté sur lequel vient migrer l’autre œil laissant le côté inférieur aveugle. Leur bouche mange ainsi horizontalement et les yeux, ressortis et indépendants, offrent un large champ de vision binoculaire adapté à la chasse à l'affût. La structure nerveuse et musculaire s’en trouve fort changée, spécialement dans le crâne, le côté aveugle étant moins développé que le côté oculaire (côté pigmenté). Ils nagent en ondulant au-dessus du substrat.
En 2008, la découverte à Monte Bolca, dans le nord de l'Italie, de deux fossiles de l'Éocène ne présentant qu'une migration partielle de l’œil d'une face latérale à l'autre a permis de conclure que cette caractéristique morphologique était le fruit d'une évolution graduelle.
Après l'éclosion des œufs, les larves se rapprochent des plages ou de bancs de sable et les juvéniles vont grandir à faible profondeur, en se nourrissant de la microfaune des interstices du sable remué par les vagues, ils montent et descendent en suivant la marée. En grandissant, ils gagnent des zones plus profondes.

## Évolution des pleuronectiformes
Les poissons plats sont uniques chez les vertébrés en termes de transformation du patron de base. Toutefois, peu d’informations sur leur évolution est disponible, car il y a très peu de fossiles qui ont été découverts nous permettant  de faire le pont entre l’espèce ancestrale de laquelle s’est développé les pleuronectiformes et les pleuronectiformes modernes. Ce manque d’informations amène beaucoup de débats autour de l’évolution des pleuronectiformes, mais aussi autour de l’évolution en général. Les créationnistes utilisent cet exemple pour donner raison à leur théorie qu’une forme supérieure a créé toutes les espèces et que l’évolution n’est pas fondée. Certains vont aussi utiliser le cas des pleuronectiformes pour mettre de l’avant les théories d’évolution saltatoire. Pour être en mesure de comprendre l’évolution en général et l’évolution du développement des poissons plats, il faut trouver des intermédiaires évolutifs entre les poissons asymétriques (pleuronectiformes) actuels et les poissons symétriques. Deux genres de pleuronectiformes fossiles sont considérés comme la transition entre la forme symétrique et asymétrique : Amphistium et Heteronectes. Pour que ces fossiles soient considérés comme espèce transitoire, il faut les comparer aux pleuronectiformes actuels et les poissons symétriques ancestraux et actuels. Amphistium et Heteronectes ont un crâne fortement asymétrique tout comme les pleuronectiformes modernes.  Les os du crâne ont les mêmes déformations, mais pas aussi avancées. La grosse différence dans l’agencement des parties osseuses du crâne est l’œil chez les fossiles qui n’a pas encore dépassé la ligne centrale du haut du crâne. Les yeux sont encore de leur côté respectif comme les poissons symétriques, tout en ayant un crâne asymétrique. Les poissons plats modernes ont tous la transformation du crâne jusqu’à avoir les yeux du même côté pendant la métamorphose. Plusieurs autres caractéristiques, qui n’ont pas de lien avec la symétrie et asymétrie permettent de rapprocher les deux groupes pour prouver les liens évolutifs du changement progressif vers l’asymétrie. Ils possèdent tout de même des caractéristiques propres aux percomorphes qui sont le groupe duquel les poissons plats ont évolué. Des caractéristiques ont été perdues lors de l’évolution des pleuronectiformes. Les deux genres fossiles portent des épines aux nageoires anale et dorsale, cette caractéristique physique est retrouvée seulement dans un genre vivant de pleuronectiforme les Psettodes, mais a été perdu pour les pleuronectiformes plus modernes. Cette caractéristique est donc plésiomorphe chez les pleuronectiformes. Les différents fossiles d’Amphistium et d’Heteronectes retrouvés n’ont pas de côté spécifique pour le déplacement de l’œil. Ils peuvent être dextres (déplacement vers la droite) ou senestres (déplacement vers la gauche). Tout comme pour les épines dans les nageoires, les Psettodes ont la même caractéristique. Dans la nature, on les retrouve autant avec une morphologie dextre que senestre. En contraste, les pleuronectiformes modernes ont habituellement un côté fixe par espèce : tous les individus sont dextres ou tous les individus sont senestres. Il y a par contre des espèces d’exceptions qui auront des individus des deux formes. Ces deux groupes de fossiles se positionnent donc très bien entre l’ancêtre symétrique et les pleuronectiformes modernes. Ils démontrent très bien la forme transitoire des pleuronectiformes passant du stade ancestral symétrique des percomorphes au stade transitoire de Amphistium et Heteronectes avec une asymétrie crânienne, mais avec les yeux de chaque côté du crâne, par la suite au stade moderne avec plésiomorphies communes avec le stade transitoire de Psettodes et finalement le stade actuel des pleuronectiformes. Les propositions des créationnistes et des partisans de l’évolution saltatoire ne sont donc plus pertinentes avec les preuves fossiles retrouvées. Les preuves amènent à la conclusion de l’évolution progressive de la déformation crânienne d’une forme symétrique à asymétrique. L’évolution des pleuronectiformes s’est passée de la même façon que le développement de la larve symétrique qui se métamorphose en adulte asymétrique.

## Métamorphose
Les pleuronectiformes, comme la plupart des poissons marins pondent des œufs qui se développeront pour éclore en larve pélagique symétrique. Entre la forme larvaire et la forme adulte, il y a une phase de transition : la métamorphose. La métamorphose est un moment très important du développement des pleuronectiformes. Sous la forme larvaire, ils ne sont pas tellement différents de la plupart des poissons marins. Ils sont pélagiques, ils vivent et se nourrissent dans la colonne d’eau. Ils sont aussi symétriques comme la majorité des poissons. Entre la forme larvaire pélagique et la forme juvénile épibenthique, une métamorphose se produit et amène l’asymétrie caractéristique des poissons plats. La majorité des poissons passent par ces stades : de larve à juvénile en passant par une métamorphose. Les poissons plats sont connus pour leur métamorphose unique et la compréhension des processus régulant celle-ci est de plus en plus étudiée.

### Processusendocrinaux

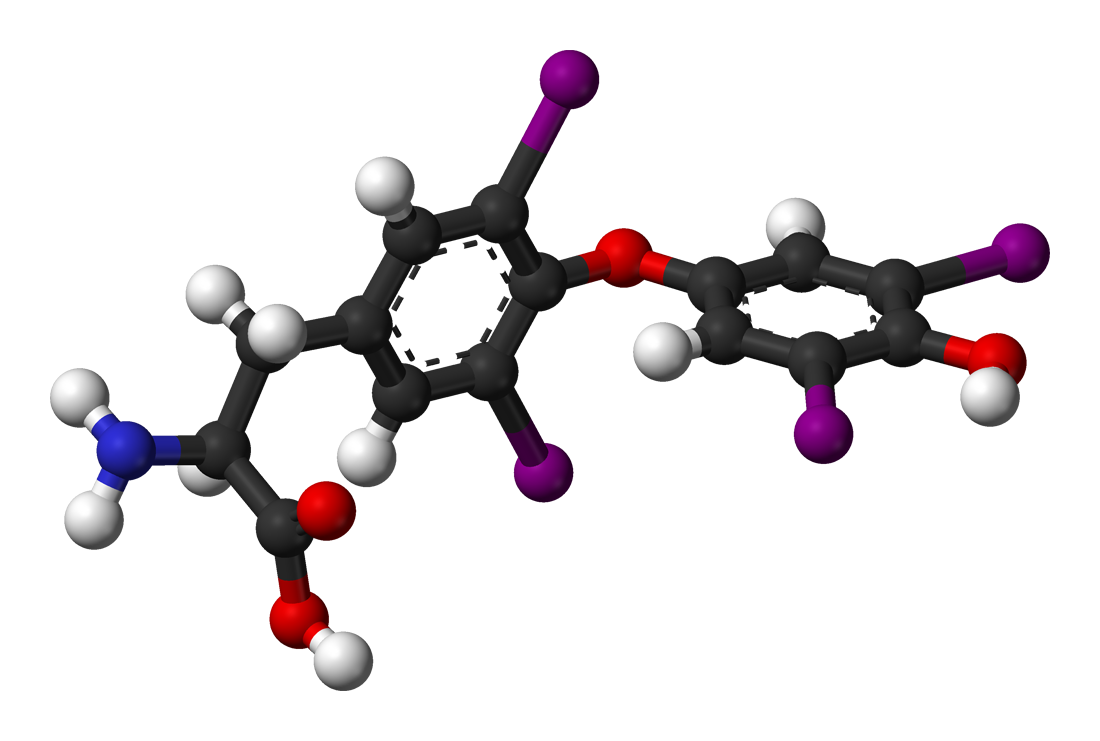
Hormone T4 (thyroxine) - Hormone thyroïdienne la plus influente dans la métamorphose chez les pleuronectiformes

Les hormones thyroïdiennes seraient responsables de la métamorphose anormale des pleuronectiformes par rapport aux autres poissons téléostéens. Des concentrations en hormones thyroïdiennes maximales ont été trouvées lors de la métamorphose impliquant une grande importance de ces hormones pour la métamorphose. Des expériences ont aussi été faites pour voir ce que les hormones thyroïdiennes ont comme impact lors d’une augmentation de sa concentration. Inui et Miwa (1985 et 1987) ont découvert par ce type d’expérience qu’il était possible de déclencher une métamorphose précoce et d’accélérer la vitesse de métamorphose chez les larves. L’apparence est caractéristiquement différente entre les deux phases de la métamorphose. Les premiers moments de métamorphose se déclenchent tout de même avant les fortes concentrations en hormones thyroïdiennes. Le développement d’une couche de peau plus épaisse sous l’œil est la première caractéristique asymétrique chez les larves de pleuronectiformes. Il se déclare lorsque les concentrations d’hormones thyroïdiennes sont encore faibles, mais en croissance. Ce qui implique l’importance de ces hormones même à plus faible concentration. Tagawa et Aritaki 2005 ont essayé d’isoler l’importance du synchronisme entre la métamorphose et l’augmentation de la concentration en hormones thyroïdiennes chez les pleuronectiformes dans le but de voir l’impact de l’absence, le retard ou l’arrivée hâtive de l’augmentation en hormones. Pour ce faire, ils ont dû inhiber l’expression des hormones thyroïdiennes responsables de la métamorphose. Ils ont ensuite exposé les larves à des concentrations maximales de ces hormones à différents moments de leur croissance pour en voir les résultats. La désynchronisation entre un maximum de concentration de l’hormone thyroïdienne artificielle et l’endogène amène plusieurs types de déformation. Trois formes anormales ont été retrouvées. La première est une forme asymétrique avec les deux côtés de type aveugle (le côté du poisson plat habituellement dirigé vers le sol). La deuxième forme est symétrique avec les deux côtés de type aveugle. La troisième est symétrique avec les deux côtés de type oculaire (le côté du poisson plat habituellement dirigé vers la surface). Lorsque la concentration d’hormones administrées est maximale un peu avant le moment normal, les juvéniles anormaux développeront majoritairement le premier et le deuxième type. Ces types expriment sur leurs deux côtés les gènes responsables de la différenciation du corps du poisson qui se retrouverait sur le substrat. Le type asymétrique aura une migration normale des yeux et donc une expression incomplète de la transformation du côté exprimé. Le type symétrique subira, par contre, la migration des deux yeux et donc une forme symétrique avec les deux yeux sur le dessus de la tête. Lorsque la concentration d’hormones administrées est maximale en avance ou en retard, c’est le troisième type qui sera exprimé. Ce type amène la différenciation des deux côtés du corps à être le côté qui est habituellement vers la surface résultant en un poisson plat de forme commune pour un poisson. Cette expérience montre l’importance dans le synchronisme et la séquence de l’expression des gènes dans le développement des pleuronectiformes.

### Métamorphose interne
La morphologie interne subit aussi des différenciations lors de la métamorphose. Des échantillons de sang ont été analysés entre la forme larvaire et la forme juvénile. Les érythrocytes subissent un changement de forme entre ces deux étapes. Les érythrocytes larvaires sont en forme de disque et possèdent un noyau rond. Les juvéniles auront des érythrocytes sans noyau qui seront remplis d’hémoglobine. L’hémoglobine sera elle-même différente entre les deux stades de vie. Les hormones thyroïdiennes jouent un rôle important dans la métamorphose de la forme du corps des pleuronectiformes, mais aussi dans la transformation des érythrocytes. Ils commenceront leur transformation vers la forme juvénile sans noyau avec une augmentation de la concentration en hormones thyroïdiennes. Plusieurs études montrent le fonctionnement des hormones thyroïdiennes chez les amphibiens qui subissent, tout comme les pleuronectiformes, une métamorphose entre la forme larvaire et juvénile qui vient altérer la forme du corps. L’augmentation de la concentration des hormones thyroïdiennes stimule la régression des tissus larvaires et le développement des tissus adultes. Le système digestif est un autre bon exemple de l’implication des hormones thyroïdiennes dans la métamorphose. Sans elles, l’estomac larvaire reste petit, mince et ses cellules ne se différencient pas. La présence d’hormones thyroïdiennes dans l’organisme amène un développement et une différenciation de la glande gastrique.

### Migration de l’œil
La migration de l’œil et la déformation crânienne amènent une morphologie interne spéciale pour les pleuronectiformes. L’asymétrie du crâne est principalement causée par la relocalisation de l’os frontal du côté oculaire. Certaines parties du crâne sont même uniques. La barre pseudomédiale n’est retrouvée que chez les poissons plats et montre une forte asymétrie. Il n’est présent que du côté aveugle. Le développement de cet os se produit en direction de la crête dorsale. Il suit l’œil dans sa migration en position dorsale. Il empêche l’œil initialement du côté aveugle de revenir à l’endroit initial. L’ossification de cet os ne se produit pas avant que l’œil soit en position dorsale, mais une couche de cellules suborbitales s’épaissit en suivant l’œil à l’endroit où se trouvera la future barre pseudomédiale. Cet épaississement est le premier développement asymétrique chez la larve en métamorphose, elle se retrouve des deux côtés de l’animal symétrique, mais se développe beaucoup plus rapidement. Il serait la cause principale du départ de la migration et de sa continuation jusqu’à la crête dorsale de l’œil. L’inhibition spécifique de la couche cellulaire proliférante suborbitale supprime la migration de l’œil. Sans le départ de la migration de l’œil, les caractères typiquement asymétriques des pleuronectiformes n’apparaissent jamais. Le remodelage et le déplacement de l’os frontal a toujours été considéré comme l’élément moteur de la migration de l’œil, mais il est maintenant reconnu que c’est la couche suborbitale qui pousse l’œil à entamer sa migration et qui permet tous les autres caractères asymétriques reliés au crâne et aux yeux. La prolifération de cette couche est la cause de la migration de l’œil. Cette couche est présente des deux côtés de l’animal, mais la prolifération est beaucoup plus importante du côté aveugle. Lors des premiers messages hormonaux des hormones thyroïdiennes, la couche suborbitale commence à se diviser et à proliférer rapidement. Cette prolifération amène une pression sur le globe oculaire de l’animal. Cette pression amène l’œil à se déplacer vers la crête dorsale. En se rapprochant de la crête dorsale, l’œil en déplacement se rapproche aussi de l’œil du côté oculaire. Cette proximité crée une contre-pression sur l’œil en migration maintenant sur la crête dorsale. Plus les yeux se rapprochent et plus cette contre-pression est grande. Une fois la contre-pression égale à la pression de la masse de cellules proliférantes, l’œil arrête et est en position finale. La couche proliférante suborbitale pousse l’œil, mais vient indirectement pousser tout le cartilage entre la position initiale et finale de l’œil. L’œil commence par faire pivoter les plaques de cartilages perpendiculairement pour ensuite les amener du côté aveugle vers le côté oculaire. La barre pseudomédiale prendra rapidement de l’expansion à la suite du déplacement de l’œil à cause justement du vide laissé par celui-ci. Les vésicules rétrorbitales sont aussi uniques aux pleuronectiformes. Elles se trouvent sous l’orbite des yeux de chacun des côtés de l’animal. Elles deviennent asymétriques au début de la métamorphose. La vésicule se trouvant du côté aveugle se gonfle en synchronie avec le début de la métamorphose et le déplacement de l’œil du poisson. En se gonflant, elle pousse l’œil dans les débuts de la métamorphose pour le déplacer du côté aveugle vers la crête dorsale de l’animal. La vésicule rétrorbitale servirait aussi à remplir le trou laissé par la migration de l’œil.

### Métamorphose comportementale

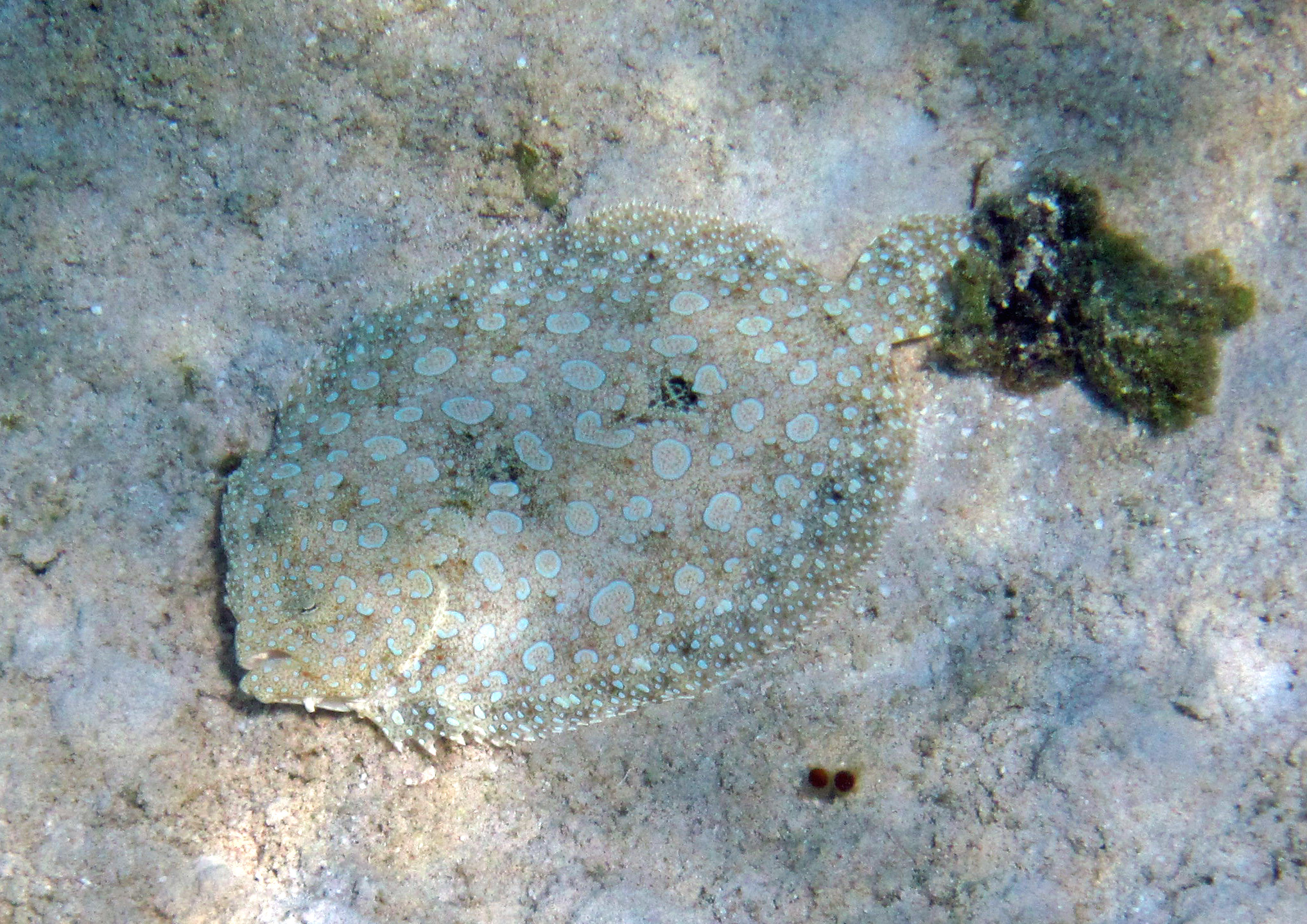
Comportement de déposition - Les poissons plats migrent de la colonne d'eau à la surface des sédiments au moment de la métamorphose

La métamorphose amène aux pleuronectiformes plusieurs changements morphologiques, mais leur donne aussi certains comportements uniques à ceux-ci. Ils prennent un comportement de nage latérale et un comportement benthique. Les comportements latéraux ont souvent été associés à la métamorphose morphologique (transformation du crâne), mais les nouvelles études tendent vers une indépendance de ces processus. La majorité des poissons s’orientent à l’aide de deux repères : la gravité et la lumière. Le poisson va s’orienter avec la source lumineuse jusqu’à avoir un nouvel équilibre créé avec ses organes sensibles à la gravité. L’hypothèse était qu’avec la migration des yeux sur le poisson, cela l’amenait à se tourner latéralement pour éventuellement avoir un côté aveugle dirigé vers le sol et un côté oculaire dirigé vers le ciel. Les yeux resteraient à la même place par rapport à la lumière et ce serait le corps qui se déplacerait. Plusieurs études sur la métamorphose des pleuronectiformes ont créé des individus symétriques qui n’ont pas subi la migration de l’œil. Si l’hypothèse était bonne, ces poissons ne devraient pas adopter de comportements. Ces poissons plats symétriques adoptent les comportements de nage latérale et de déposition au sol. Ils ne sont donc pas reliés au déplacement de l’œil. L'apparition de ces comportements a été observée avant le début de la métamorphose causée par l’augmentation de l’hormone thyroïdienne. Lorsque des larves sont traitées à l'hormone thyroïdienne avant la métamorphose, ils vont adopter les comportements de nage latérale et de déposition sans qu’il y ait métamorphose. L’apparition et le développement de ces comportements sont donc liés à l'hormone thyroïdienne, mais sont indépendants de la migration de l’œil et du remodelage du crâne. En sachant que ces comportements ne sont pas liés à la migration de l’œil, il vient intéressant de trouver quelle transformation morphologique amène les changements au comportement. L’hypothèse actuelle concernant ce sujet est la suivante : c’est l’asymétrie des systèmes sensoriels associés à la perception de la gravité qui amène les changements au comportement. La plupart des organes sensoriels sont symétriques chez les pleuronectiformes. Ils sont comme ceux de leurs cousins symétriques. Par contre, la polarisation des poils sensoriels de l’oreille interne est essentiellement identique[pas clair]. Cette caractéristique est unique chez les pleuronectiformes modernes. Elle est absente chez les espèces plus primitives qui ne présentent pas d'uniformité dans le choix de côté de déposition au sol. Cette polarité est unique aux poissons plats. Elle aide à la nage latérale et à la déposition, mais n’en est pas responsable. Une des causes de ces comportements spécifiques aux poissons plats serait l’asymétrie dans l’absorption du 2-deoxyglucose dans les cellules du vestibule chez les adultes. Ce déséquilibre amène une asymétrie dans l’efficacité neuronale des cellules sensorielles du vestibule. L’asymétrie des otolithes chez les adultes serait aussi responsable de l’apparition des comportements spéciaux. Les otolithes servent chez les poissons à l’équilibre et au positionnement spatial. Les otolithes se retrouvant du bord aveugle du corps des adultes sont plus lourds que ceux du côté oculaire. Il reste à trouver si ces changements se développent pendant la métamorphose pour dicter les changements comportementaux ou si ce sont les changements comportementaux qui amènent ces changements.

## Liste des familles

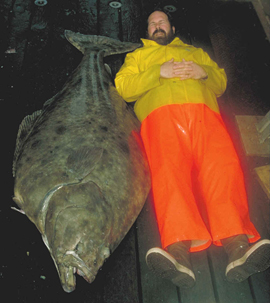
Hippoglossus hippoglossus (famille des Pleuronectidae) est l'une des plus grosses espèces de cet ordre.

| Selon FishBase (4 avril 2014) et World Register of Marine Species (16 mars 2015) : - famille Achiridae Rafinesque, 1815 - famille Achiropsettidae Heemstra, 1990 - famille Bothidae Smitt, 1892 - famille Citharidae de Buen, 1935 - famille Cynoglossidae Jordan, 1888 - famille Paralichthyidae Regan, 1910 - famille Pleuronectidae Rafinesque, 1815 - famille Psettodidae Regan, 1910 - famille Samaridae Jordan & Goss, 1889 - famille Scophthalmidae Chabanaud, 1933 - famille Soleidae Bonaparte, 1833 | Selon ITIS (4 avril 2014) : - sous-ordre Pleuronectoidei - famille Achiridae - famille Achiropsettidae - famille Bothidae - famille Citharidae - famille Cynoglossidae - famille Paralichthodidae (incorporé dans Pleuronectidae par FishBase) - famille Paralichthyidae - famille Pleuronectidae - famille Poecilopsettidae (incorporé dans Pleuronectidae par FishBase) - famille Rhombosoleidae (incorporé dans Pleuronectidae par FishBase) - famille Samaridae - famille Scophthalmidae - famille Soleidae - sous-ordre Psettodoidei - famille Psettodidae |

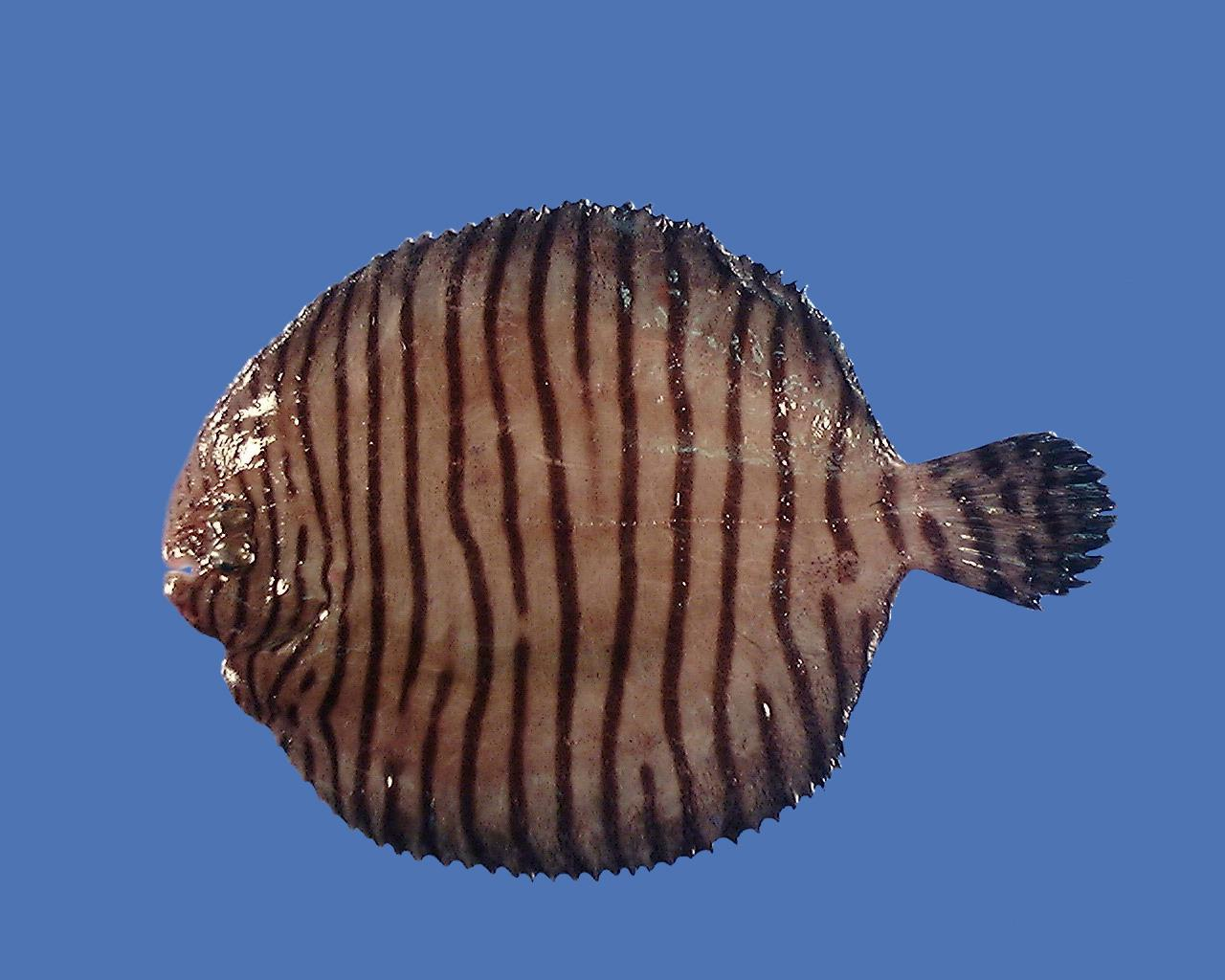
Gymnachirus texae, un Achiridae
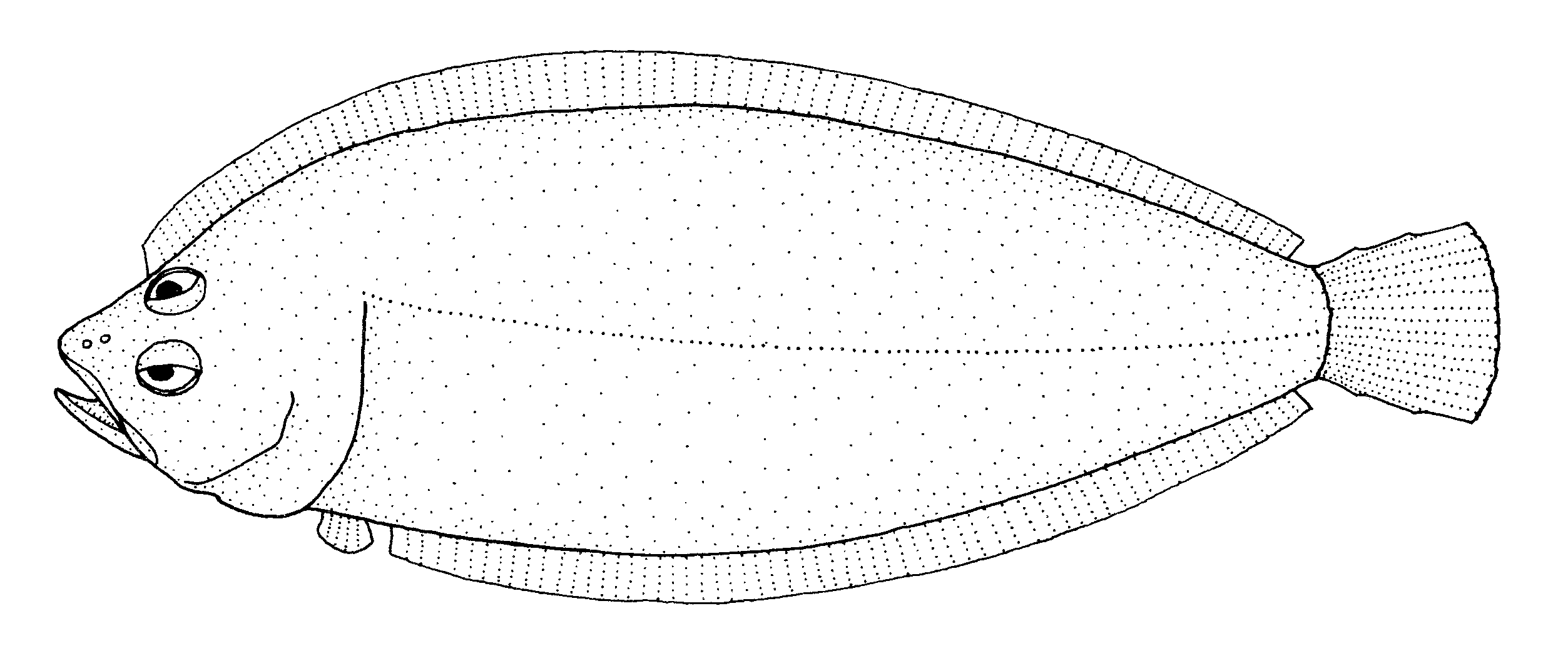
Neoachiropsetta milfordi, un Achiropsettidae
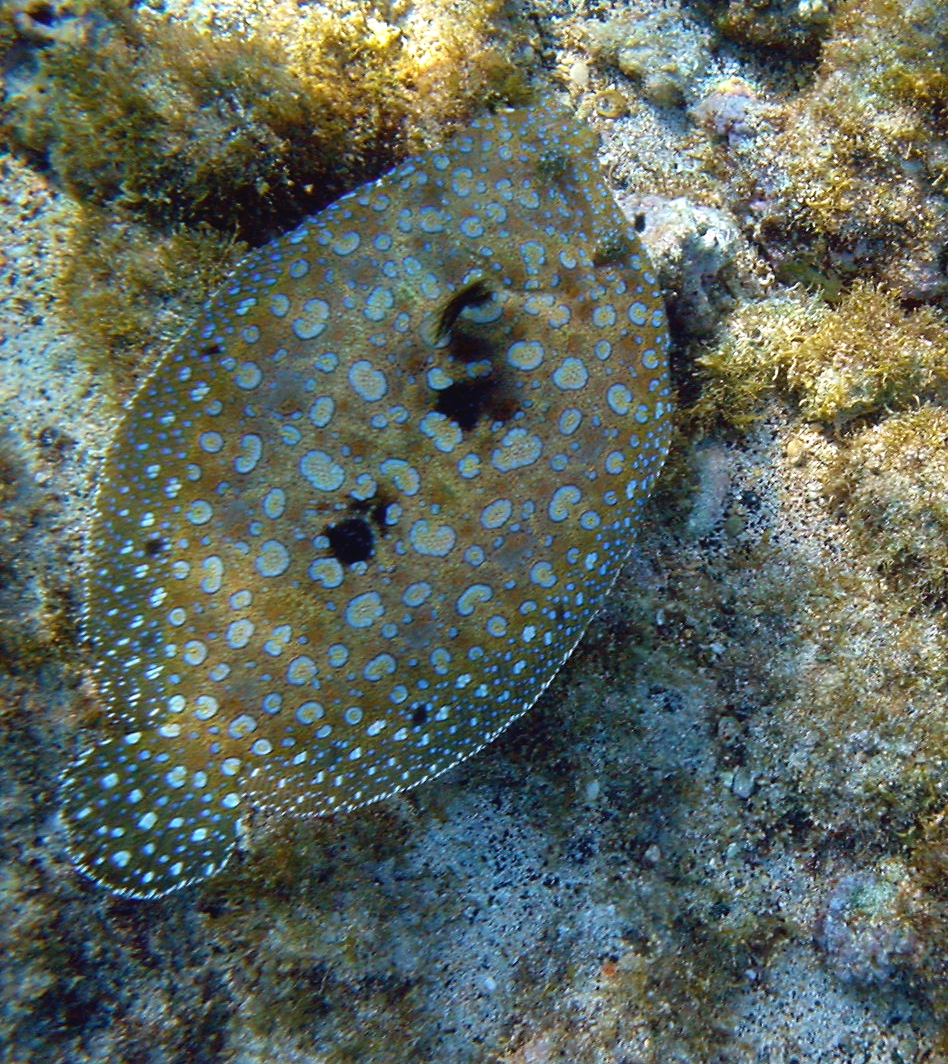
Bothus mancus, un Bothidae
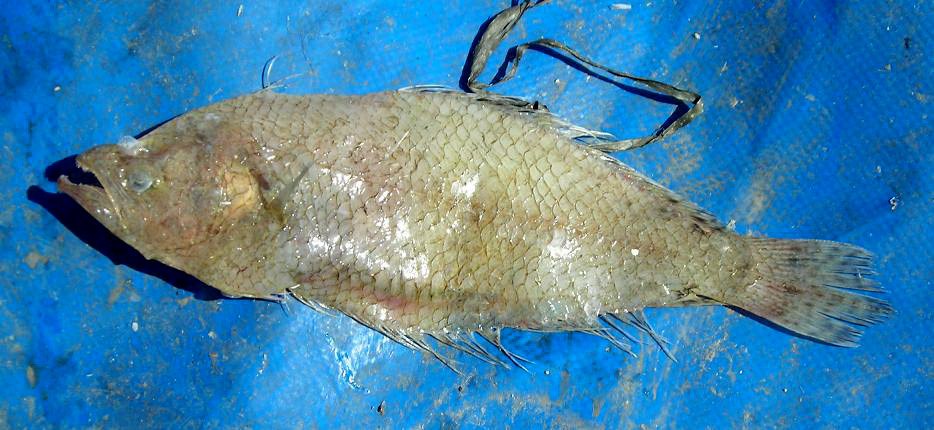
Citharus linguatula, un Citharidae
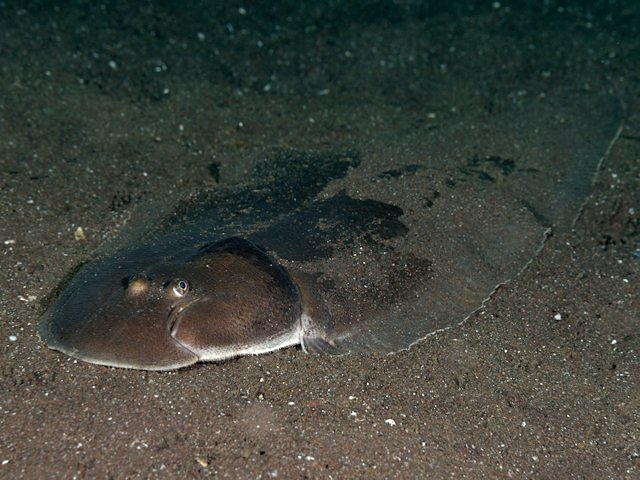
Paraplagusia joponica, un Cynoglossidae
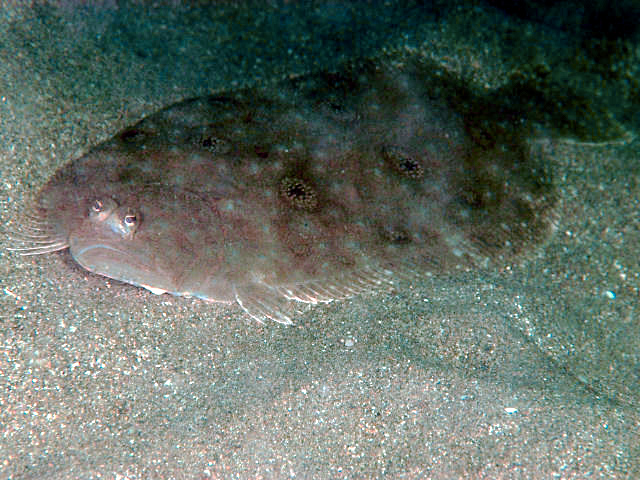
Pseudorhombus oculocirris, un Paralichthyidae
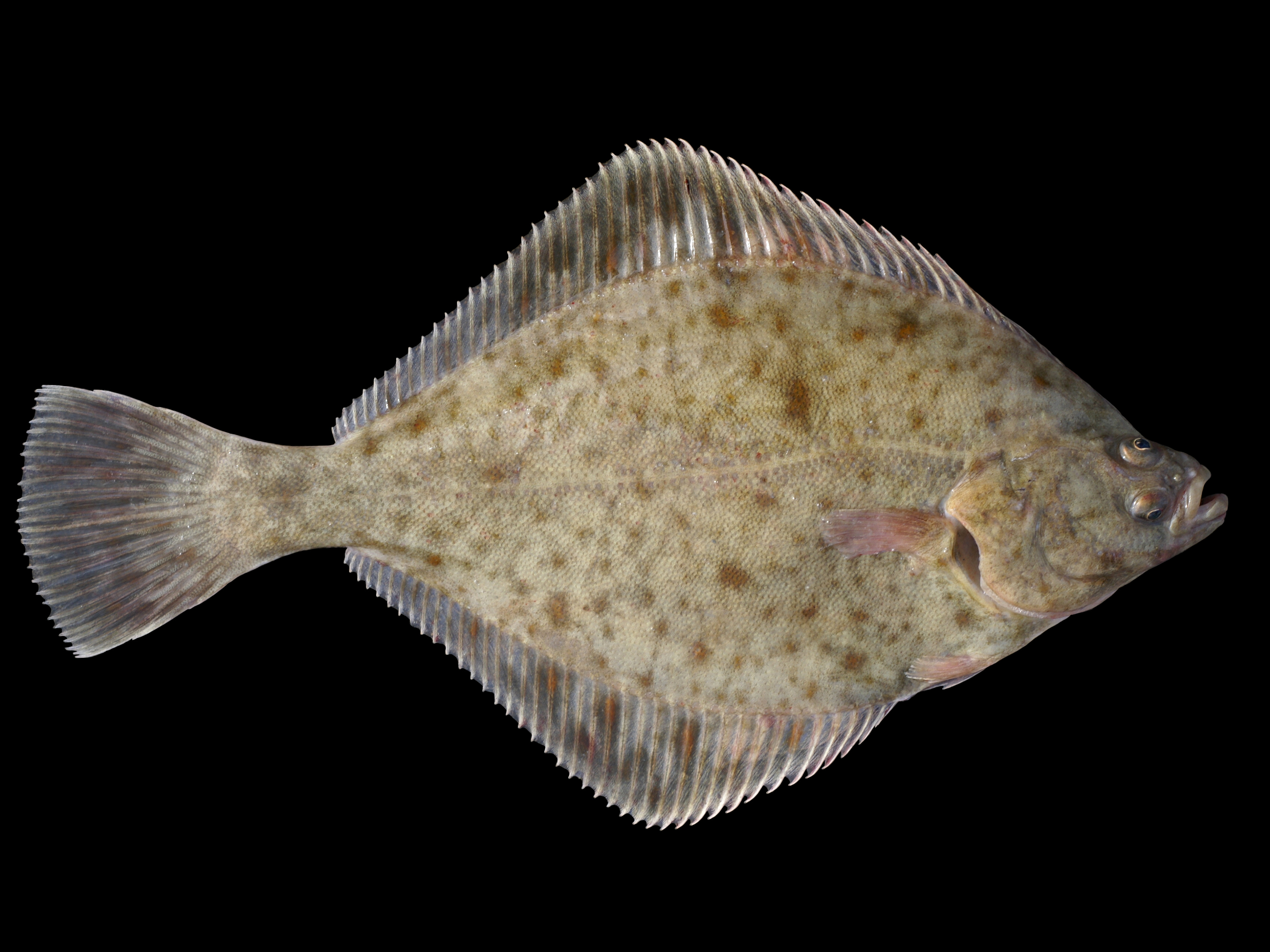
Platichthys flesus, un Pleuronectidae
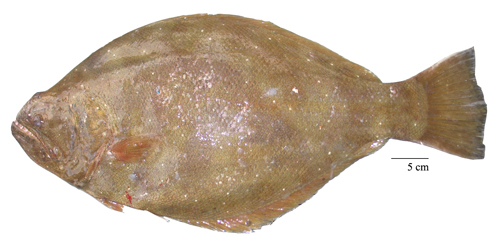
Psettodes erumei, un Psettodidae
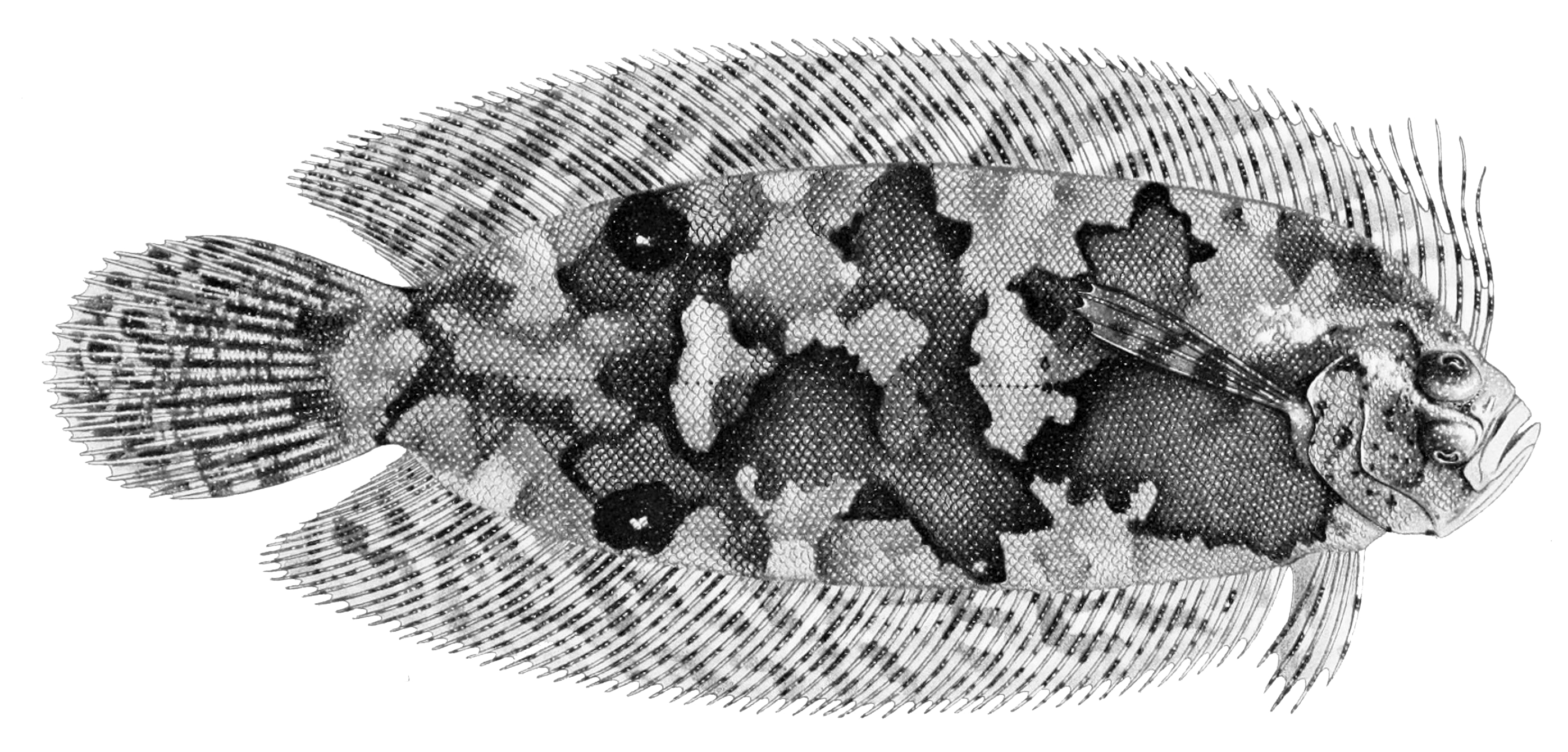
Samariscus corallinus, un Samaridae
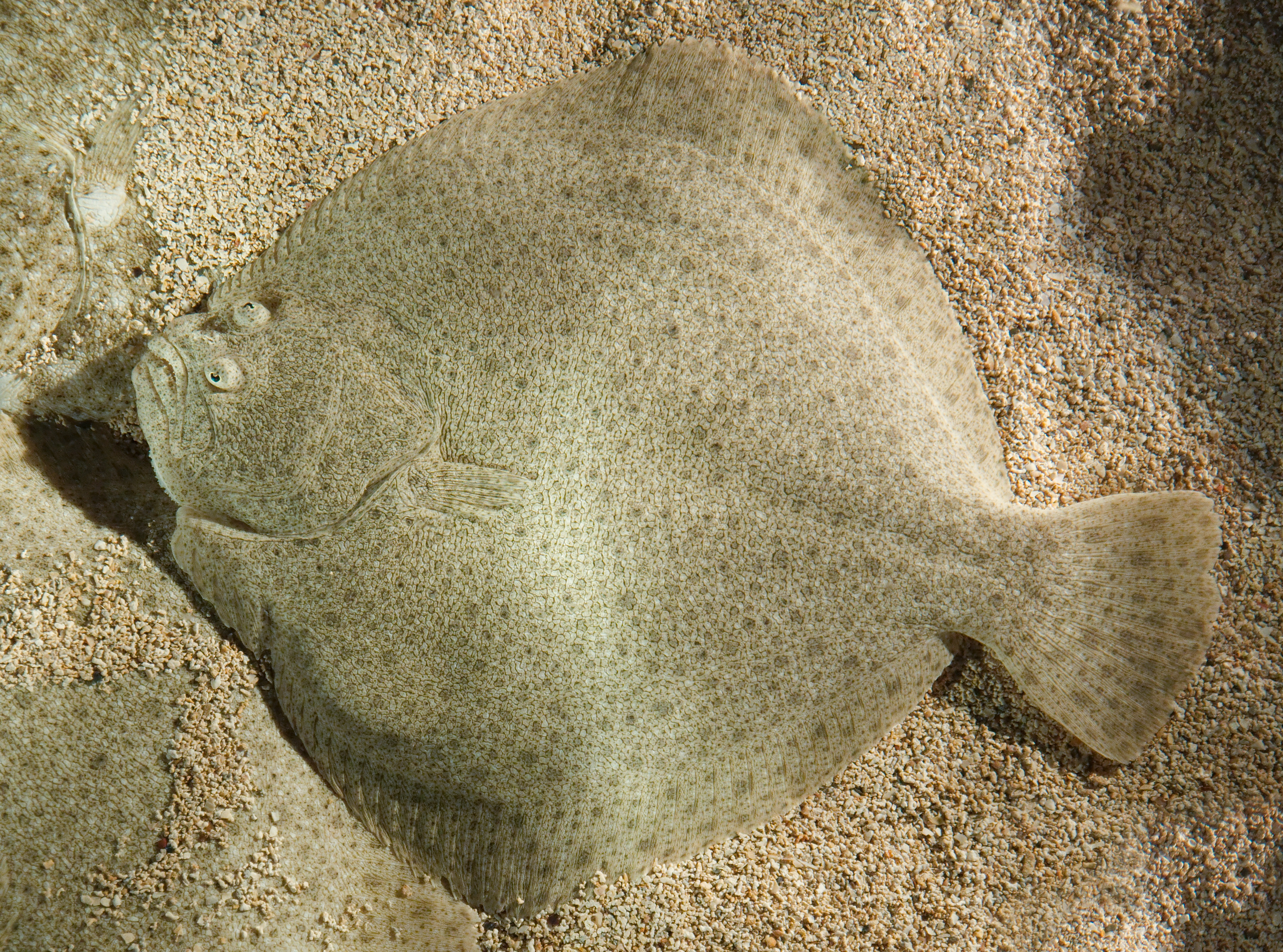
Scophthalmus maximus, un Scophthalmidae
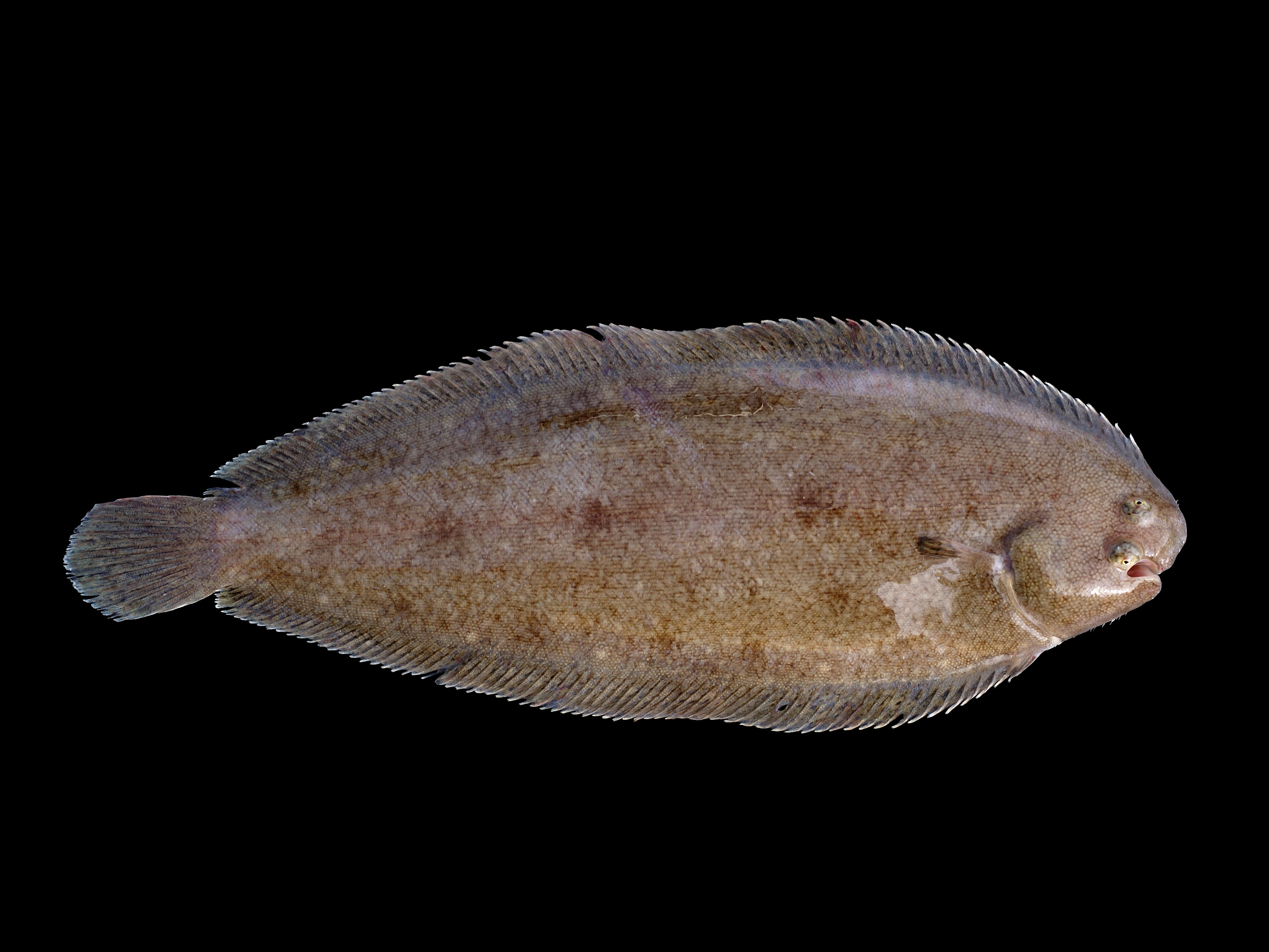
Solea solea, un Soleidae
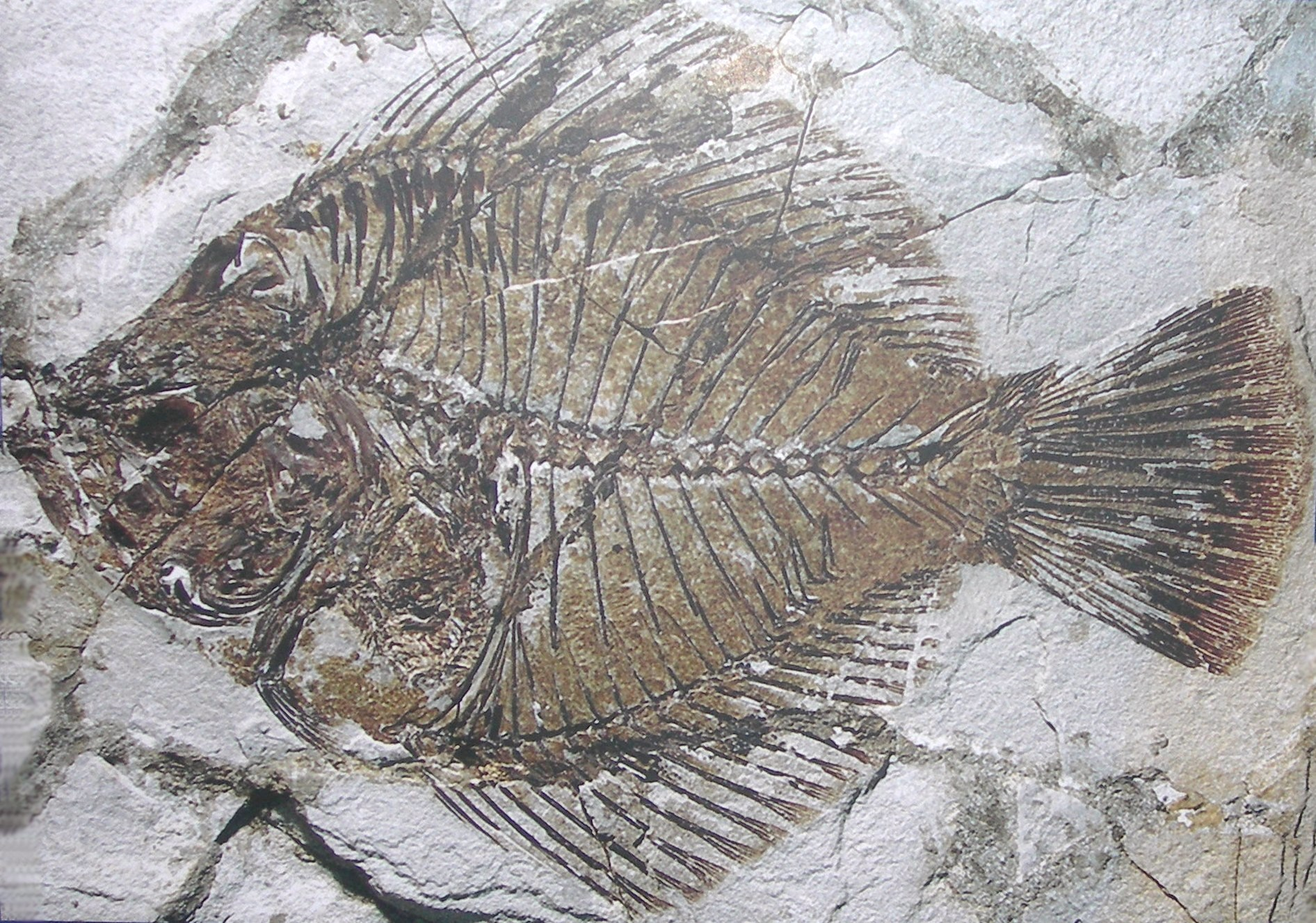
Fossile d’Amphistium paradoxum (Lutétien), soit environ 45 Ma.

## Petite clé d'identification pour l'Est du Canada
Les espèces de cette région ont un côté déterminé, quoiqu’il puisse y avoir des exceptions au sein d’une même espèce…  On y trouve trois Bothidae (cardeaux), qui sont sénestres, et sept Pleuronectidae (plies, flétans), qui sont dextres.
- Côté gauche oculaire et pigmenté : Bothidae
  - Corps haut et mince, profil quasi circulaire. Les dix premiers rayons dorsaux sont ramifiés, dépourvus de membrane, tel une frange.  Un peu en symétrie, la nageoire pelvienne gauche est très large à la base et se confond presque avec la nageoire anale : Turbot de sable – Scophtalmus aquosus - Windowpane
  - Corps plus long que haut, rayons antérieurs dorsaux pas en frange et nageoires pelviennes distinctes et à base étroite : genre Paralichthys
    - Petits yeux, orbites séparés environ d’un diamètre de pupille ; de 16 à 24 branchiostèges sur l’arc extérieur ; taches noires de différentes grandeurs sur le côté pigmenté : Cardeau d’été – Paralichthys dentatus – Summer flounder. http://www.seafoodcanada.gc.ca/mini_summer_flounder-f.htm.
    - Grands yeux, séparés par beaucoup moins qu’un diamètre d’œil ; 9 à 13 branchiostèges sur l’arc extérieur ; côté pigmenté ne portant que 4 taches noires bien visibles : Cardeau à quatre ocelles – Paralichthys oblongus – Fourspot flounder
- Côté droit oculaire et pigmenté : Pleuronectidae
  - Bouche grande, maxillaire se prolongeant jusqu’au milieu de l’œil ou au-delà ; dents bien développées.
    - Nageoire caudale nettement arrondie, ligne latérale droite mais légèrement arquée en haut des nageoires pectorales ; de 75 à 96 rayons à la nageoire dorsale ; corps brun rougeâtre : Plie canadienne - Hippoglossoides platessoides – American plaice.
    - Nageoire caudale légèrement échancrée, non arrondie ; bouts de la nageoire caudale angulaires ; de 98 à 105 rayons à la nageoire dorsale ; corps non rougeâtre.
      - Ligne latérale arquée au-dessus de la nageoire pectorale ; corps tacheté d’un brun foncé tirant sur l’olive, dessous nettement blanc : Flétan - Hippoglossus hippoglossus – Halibut
      - Ligne latérale droite puis légèrement infléchie au-dessus de la pectorale ; une centaine de rayons à la dorsale ; corps brun grisâtre, dessous non blanc, mais plutôt crème : Flétan du Groenland (turbot) – Reinhardtius hippoglossoides – Greenland Halibut.

  - Bouche petite, maxillaire se prolongeant juste sous le devant de l’œil.
    - Ligne latérale nettement arquée au-dessus de la pectorale ; précède l’anale une courte épine dirigée vers l’avant ; corps ordinairement tacheté : Limande à queue jaune – Limanda ferruginea – Yellowtail Flounder.
    - Ligne latérale plus ou moins droite.
      - Côté aveugle de la tête portant des dépressions circulaires ; extrémité de la nageoire pectorale droite et nettement pigmentée de noir (à voir sur les spécimens de plus de 130 mm) ;  plus d'une centaine de rayons à la nageoire dorsale : Plie grise – Glyptocephalus cynoglossus – Witch Flounder.
      - Côté aveugle sans dépressions ; nageoires pectorales sans pigment noir ; moins de 75 rayons à la dorsale.
        - Peau nue entre les yeux ; de 55 à 58 rayons à la dorsale ; couleur allant du brun à presque noir : Plie lisse – Liopsetta putnami – Smooth flounder
        - Peau écailleuse entre les yeux, de 65 à 75 rayons à la dorsale ; couleur allant ordinairement du brun au noir avec mouchetures : Plie rouge – Pseudopleuronectes americanus – Winter flounder

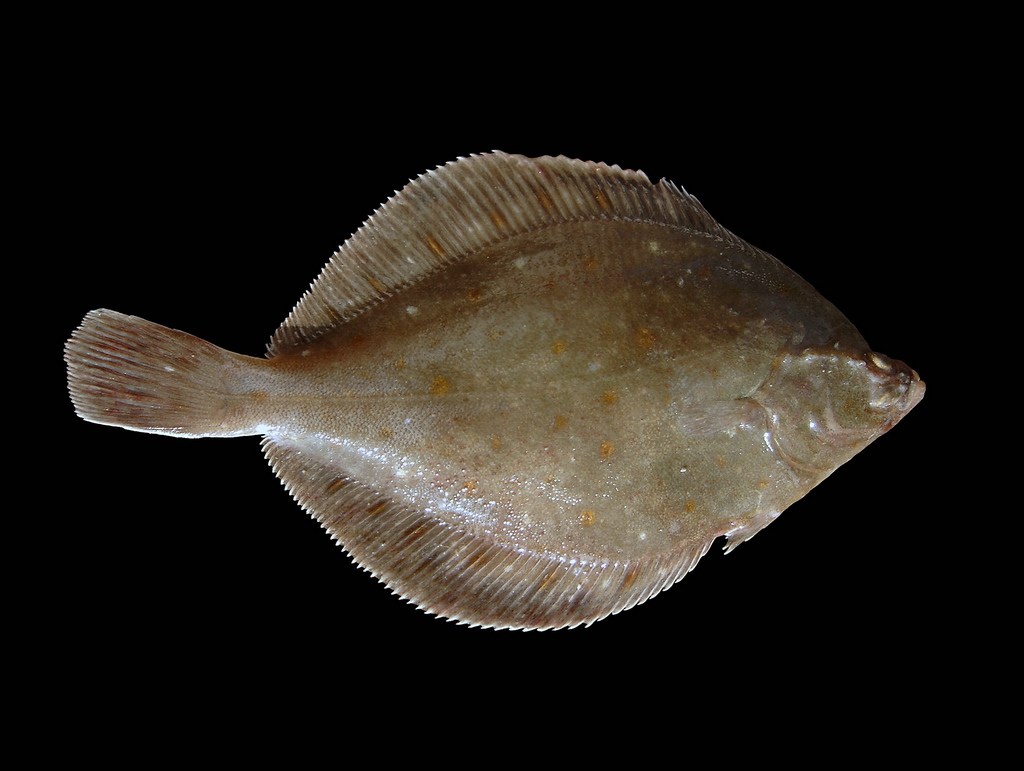
Pleuronectes platessa
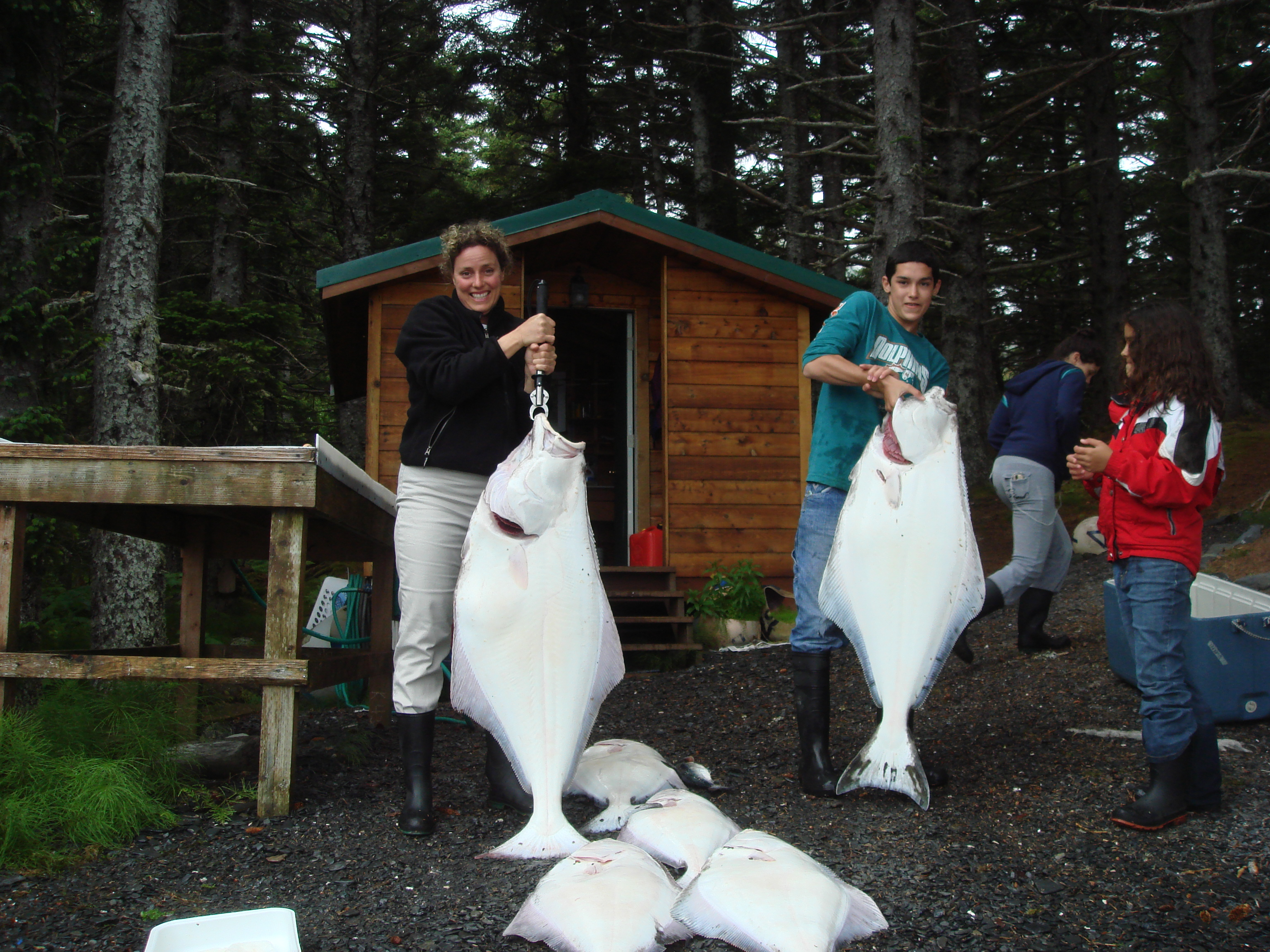
Hippoglossus hippoglossus
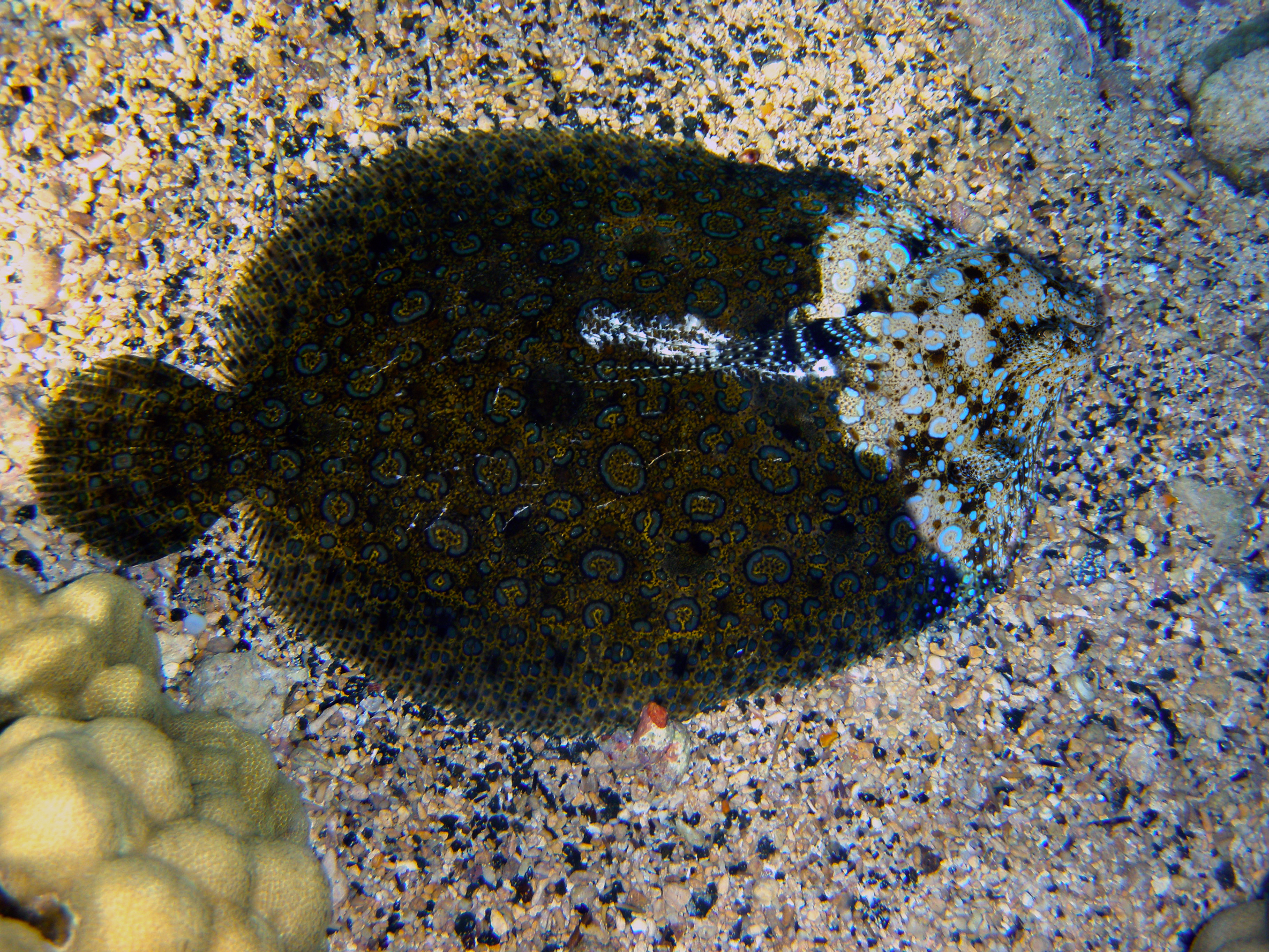
Bothus mancus
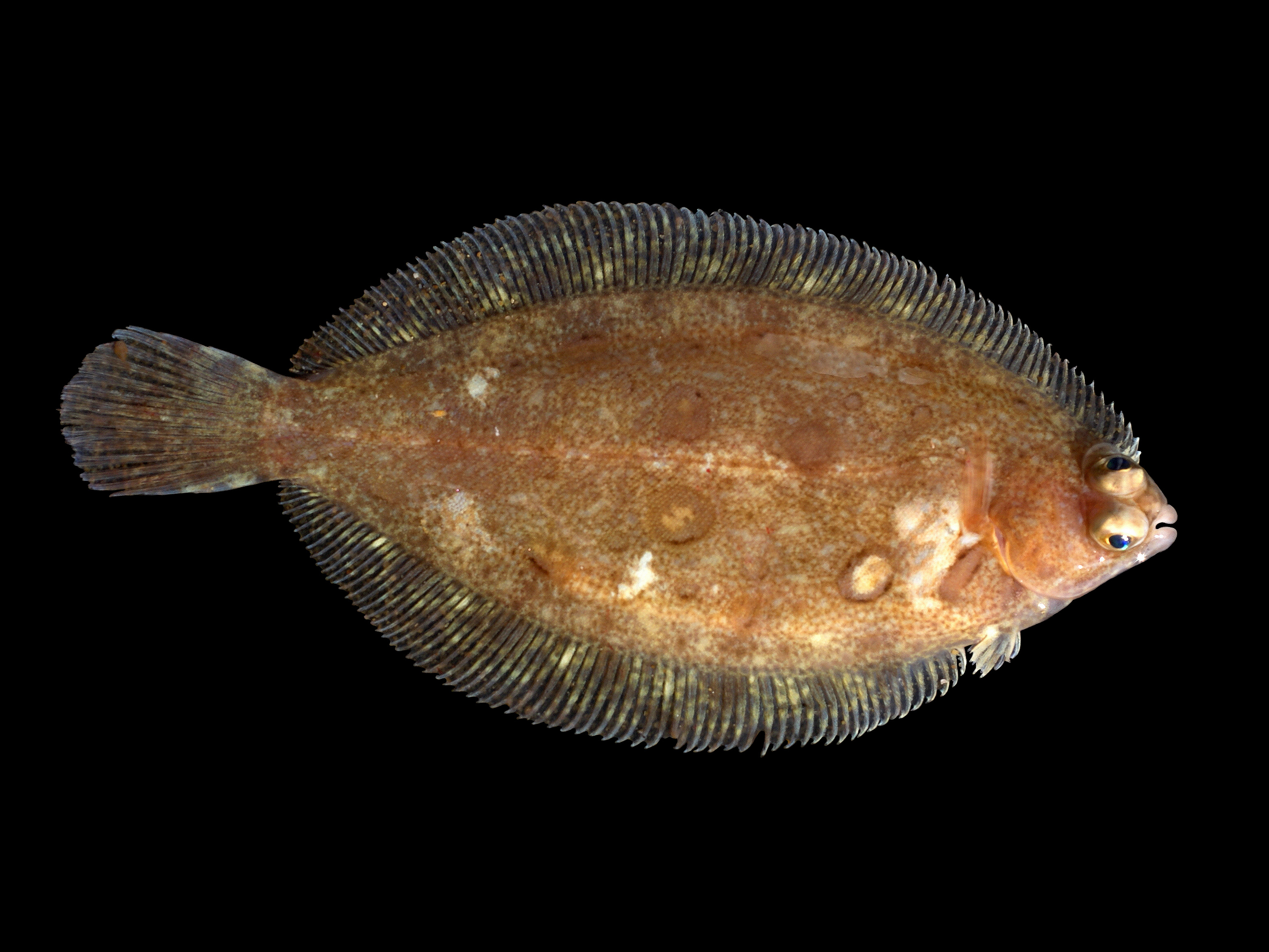
Microstomus kitt
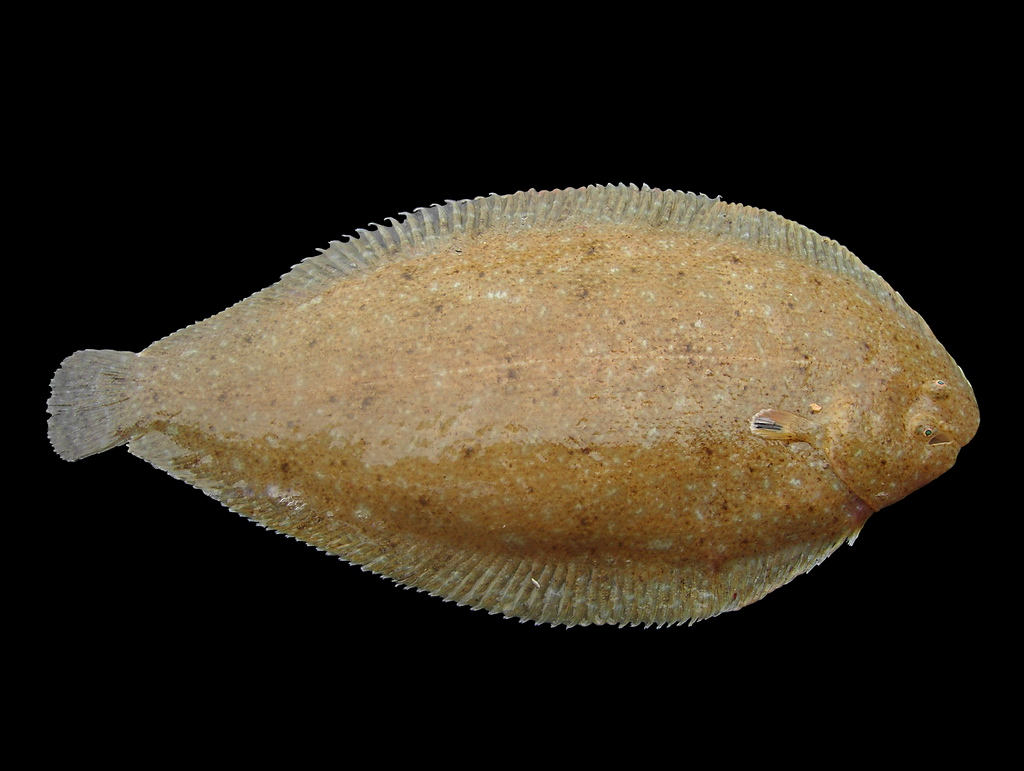
Pegusa lascaris